# Mount Albemarle
Mount Albemarle är ett berg i provinsen British Columbia i Kanada. Det ligger på västra sidan av Vancouverön i närheten av Nootka Sound i Strathcona Regional District. Toppen på Mount Albemarle ligger är 1 082 meter över havet, och primärfaktorn är 662 meter. Berget kan vara namngivet efter George Monck, 1:e hertig av Albemarle eller efter George Keppel, 6:e earl av Albemarle.